# Jessica Jung
Jessica Jung (* 18. April 1989 in San Francisco, Kalifornien), vollständiger Name Jessica Sooyeon Jung, ist eine koreanisch-US-amerikanische Sängerin, Modedesignerin und Schriftstellerin. Sie war von 2007 bis 2014 Mitglied der K-Pop-Band Girls’ Generation. Danach gründete sie das Modelabel Blanc & Eclare.

## Leben
Jessica Jung wurde am 18. April 1989 in San Francisco geboren und wuchs dort bei ihren Eltern auf. Ihr koreanischer Name lautet Jeong Su-yeon (정수연) oft auch mit Jung Soo-yeon oder Jung Su-yeon romanisiert. Sie hat eine jüngere Schwester namens Krystal, die Mitglied der Girlgroup f(x) war.
Als Jessica 2000 Südkorea besuchte, wurde sie beim S.M. Casting System gecastet und wurde so Mitglied der Agentur. Danach zog ihre Familie nach Seoul, um Jessica zu unterstützen. Am 13. Juli 2007 wurde sie als Mitglied der neunköpfigen Band Girls’ Generation vorgestellt. Kurz darauf schloss sie am 4. November 2007 erfolgreich die Korea Kent Foreign School ab.
Jessica spricht sowohl Englisch als auch Koreanisch fließend.

### Karriere
2009 veröffentlichte Jessica zusammen mit ihren Bandkolleginnen Seohyun und Tiffany unter dem Namen Roommate die Single „Oppa Nappa“ („오빠 나빠“). Zusammen veröffentlichten sie auch das Werbelied „Mabinogi (It's Fantastic)“ für das gleichnamige Computerspiel.
Der südkoreanische Komiker Park Myeong-su (박명수) bildete zusammen mit Jessica das Duo MyeongCa Drive (명카드라이브) für MBCs Spezialsendung Muhan Dojeon – Ollimpikdaero Dyuetgayoje (무한도전 올림픽대로 듀엣가요제, Endlose Herausforderung – Olympisches Duett-Musikfestival), in der sie mit dem Lied „Naengmyeon“ („냉면“) auftraten. Das Lied wurde sehr populär in Südkorea, weshalb das Duett einige Angebote bekam, den Song als Werbetitel für Naengmyeon-Werbespots zu verwenden.
Im selben Jahr hatte Jessica zusammen mit ihrer Bandkollegin Sunny einen Gastauftritt in der TV-Sendung Taehi Hegyu Jihyeoni (태희 혜교 지현이). Gemeinsam brachten sie der Besetzung die Tanzschritte zu ihrem Girls’-Generation-Song „Sowoneul Malhaebwa“ („소원을 말해봐“) bei. Zudem spielte Jessica eine private Englischlehrerin und führte das Lied „Naengmyeon“ auf. Die Episode wurde am 26. August 2009 auf MBC ausgestrahlt.
Ende 2009 debütierte Jessica als Bühnenschauspielerin in der südkoreanischen Musical-Produktion Geumbari Neomuhae (금발이 너무해, Legally Blonde), einer Adaption des US-amerikanischen Spielfilms Natürlich blond. Die Vorführungen begannen am 14. November 2009 im COEX Artium in Seoul und endeten am 14. März 2010. Jessica spielte dabei die Rolle der Protagonistin Elle Woods.
Im März 2010 hatte sie zusammen mit ihren Bandkolleginnen Hyoyeon und Sooyoung einen Cameo-Auftritt in der TV-Serie Oh! My Lady (오! 마이 레이디) von SBS.
Ab dem 10. Mai 2010 war Jessica ein ständiger Gast der KBS2-Variety-Show Happy Birthday (해피버스데이). Allerdings verließ sie das Programm bereits einen Monat später aufgrund der Auftritte von Girls’ Generation in Japan. Die letzte Episode mit Jessica wurde in Südkorea am 7. Juni ausgestrahlt.
Am 13. Oktober 2010 veröffentlichte sie ihre Solo-Single „Sweet Delight“. Die Single enthält insgesamt sechs Musiktitel, darunter zwei Instrumentalversionen.
Am 29. März 2011 modelte Jessica auf der 2011/2012 Fashion Week in Seoul für Modestücke von Lee Ju-yeong.
Ihre Single „Nunmuri Neomcheoseo“ („눈물이 넘쳐서“) für den Soundtrack der TV-Serie Romance Town ist am 18. Mai 2011 erschienen.
Seit dem 4. Januar 2012 spielt sie die Rolle der „Kang Jong-hee“ in dem KBS2-Drama Wild Romance (난폭한 로맨스), für dessen Soundtrack sie auch das Lied „What To Do“ zusammen mit Kim Jinpyo aufnahm.
Am 30. September 2014 gab ihr Management bekannt, dass sie nicht mehr Mitglied von Girls’ Generation sei.

### Girls’ Generation
Die südkoreanische Girlgroup „Girls’ Generation“ wurde 2007 von S.M. Entertainment gegründet. Ihr offizielles Debüt gab die Gruppe am 5. August 2007 in der Musiksendung Inkigayo. Das erste Album Girls’ Generation war das erste einer Girlgroup seit 2002, das sich in Südkorea über 100.000 Mal verkaufte. An diesen Erfolg konnte die Gruppe mit dem folgenden Album und EPs problemlos anknüpfen.
2009 gelang der Gruppe mit dem Titel „Gee“ ein Riesenerfolg. Mit dem Song stellte die Gruppe einen neuen Rekord in der KBS-Sendung Music Bank auf, indem sie neun aufeinanderfolgende Wochen den ersten Platz erreichten.
Des Weiteren sind Girls’ Generation beliebte Werbeträger und warben unter anderem für Nexon, Nintendo, den Wasserpark Caribbean Bay und die Stadt Seoul. Im August 2010 begann die Gruppe damit, ihren musikalischen Fokus auf Japan auszuweiten.

## Gastauftritte in Musikvideos
- 2007: „Sarangi Neujeoseo Mianhae“ („사랑이 늦어서 미안해“) von Kim Jo-han (김조한)
- 2009: „Super Girl“ von Super Junior M
- 2012: „Sherlock“ von SHINee
- 2016: „Fly“ ft. Fabulous
- 2016: „Love Me The Same“
- 2016: „Wonderland“
- 2017: „Because It's Spring“
- 2017: „Summer Storm“

## Romane
- 2020: Shine – Love & K-Pop
- 2022: Bright – Love & K-Pop